# Adolph Hausrath
Adolf Hausrath, conegut també pel seu pseudònim George Taylor (13 de gener de 1837, Karlsruhe - † 2 d'agost de 1909, Heidelberg) fou un teòleg protestant alemany.

## Biografia
Estudià a les universitats de Jena, Göttingen, Berlín i Heidelberg, on es convertí en Privatdozent el 1861, professor extraordinari el 1867 i professor ordinari el 1872. Fou deixeble de l'escola de Tübingen i un protestant influent de la seva època.

## Obres seleccionades
- Neutestamentliche Zeitgeschichte (2a edició, Heidelberg 1877-79, 4 volums)
- Religiöse Reden und Betrachtungen (2a edició, Leipzig 1882)
- David Friedrich Strauß und die Theologie seiner Zeit (Heidelberg 1877-78, 2 volums)
- Kleine Schriften religionsgeschichtlichen Inhalts (Leipzig 1883)

Sota el pseudònim George Taylor publicà els romanços històrics:
- Antinous (Leipzig 1880, 6a edició, 1886)
- Klytia (Leipzig. 1883, 5a edició, 1884)
- Jetta (Leipzig 1884)
- Elfriede (Leipzig 1885)